# Maria-Gabriele Wosien
Maria-Gabriele Wosien är en tysk danslärare, koreograf och författare. Hon är känd för att i samarbete med sin far Bernhard Wosien ha utvecklat den internationella dansrörelse som i Sverige kallar sig Heliga danser.

## Biografi
Wosien disputerade 1969 på en avhandling om strukturella och tematiska aspekter av ryska folksagor. Genom sina studier av det religiösa/rituella ursprunget till folkdanser i öst och väst har hon utvecklat koreografier som syftar till den medvetna upplevelsen av mytologiska bilder och symboler. Hennes bok "Helig dans - möta gudarna", som rör sig inom alkemi, magi, myter, buddhism och hinduism, kom ut 1974. Två år senare införde hennes far Bernhard Wosien sina dansmeditationer på new age-centret Findhorn. Därifrån fick hennes verk stor spridning. Genom sina ledarträningskurser och seminarier har hon under många år satt prägel på Heliga danser internationellt.
I Wosiens dansseminarier är syftet att dansaren medvetet och i kropp och själ erfar krafterna hos andeväsen i hinduism, buddhism, islamisk mysticism och i egyptisk och grekisk mytologi. Exempel på teman är: den Stora Gudinnan, Ängel och Orm, Mantran från Vedaskrifterna, Charya övningar, Indiska bönedanser, Ariadne-transformation i dans, Mevlevi Dervisch danser - Introduktion till Mukabele-ritualen. Wosien har även besökt och skrivit en biografi om gurun Haidakhan Babaji(en) som utgivits på flera språk. I förordet nämns Babaji vid sidan av Kristus. 